# Élection présidentielle indonésienne
En Indonésie, le président de la République est élu au suffrage direct depuis un amendement de la constitution voté en 2002 par le parlement, le Majelis Permusyawaratan Rakyat (« assemblée délibérative du peuple ») ou MPR.
deux modes de scrutins principaux :
Jusques et y compris l’élection présidentielle de 1999, le mode de scrutin était indirect. C’était le MPR qui élisait le président.

## Mode de scrutin
Le président de la république d'Indonésie est élu par le biais d'une forme modifiée du scrutin uninominal majoritaire à deux tours pour un mandat de cinq ans renouvelable une seule fois. Si aucun candidat ne recueille au premier tour la majorité absolue des suffrages exprimés ainsi qu'au moins 20 % des suffrages exprimés dans la moitié des 34 provinces du pays, un second tour a lieu entre les deux candidats arrivés en tête, et celui recueillant le plus de voix est déclaré élu.
Seuls peuvent concourir les candidats des partis ayant recueilli au moins 25 % des voix ou 20 % des sièges lors des précédentes élections du Conseil représentatif du peuple, la chambre basse du pays. Les partis atteignant ce seuil ont l'obligation de présenter un candidat, sous peine d'interdiction aux prochaine élections. La commission électorale indonésienne est par ailleurs réputée particulièrement stricte sur les conditions de candidatures pour l'ensemble des scrutins organisés dans le pays,.

## Soekarno
Soekarno et Hatta proclament l’indépendance de l’Indonésie le 17 août 1945. Un gouvernement est formé fin août. Soekarno est nommé président de la République et Hatta vice-président.

## Élections durant la période Soeharto
- 1966 : le président Soekarno signe une Surat Perintah Sebelas Maret (« ordre du 11 mars ») par lequel il transfère le pouvoir au général Soeharto.
- 1968 : Soeharto, candidat unique, est élu président par le Majelis Permusyawaratan Rakyat Sementara (« assemblée délibérative provisoire du peuple »), constitué de l’assemblée issue des élections législatives indonésiennes de 1955, à laquelle avait été ajoutés des membres nommés par Soekarno en 1959. Soeharto est ainsi le premier président indonésien élu constitutionnellement.
- 1973 : le MPR issu des élections législatives de 1971 réélit Soeharto, toujours candidat unique, président. Soeharto est donc également le premier président élu par une assemblée issue d’élections.

Par la suite et jusqu’en 1997, Soeharto, à chaque fois candidat unique, sera régulièrement réélu président par le MPR.

## Élection de 1999
C’est la première élection présidentielle par un MPR issu d’élections générales réellement démocratiques.
À l’issue d’un deuxième tour de scrutin dans lequel restaient en présence Abdurrahman Wahid, dirigeant du Parti du réveil national (PKB), et Megawati Soekarnoputri, dirigeante du Parti démocratique indonésien de lutte (PDI-P), le MPR a élu Abdurrahman Wahid président.

## Élection de 2004
C’est la première élection présidentielle au suffrage direct.

## Élection de 2019
En 2019, afin de réaliser des économies, les élections présidentielles, régionales et législatives se déroulent en même temps. Au moins 296 employés chargés du dépouillement sont morts d’épuisement.